# Katholieke Kerk in Slovenië

Slovenië

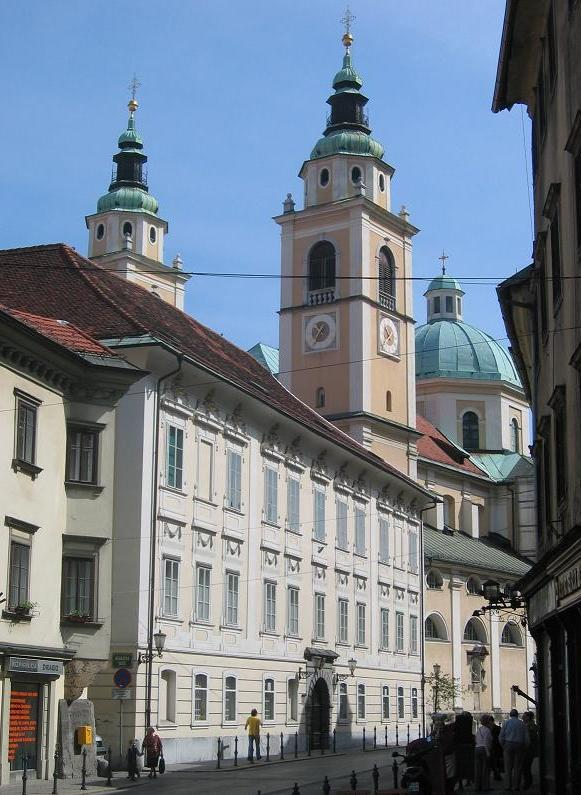
De Sint Nicolaas Kathedraal in Ljubljana

De Katholieke Kerk in Slovenië maakt deel uit van de wereldwijde Katholieke Kerk, onder het leiderschap van de paus en de Curie.
De bevolking van Slovenië is grotendeels katholiek. De hoofdpatroonheilige van de Slovenen is Onze Lieve Vrouwe Hulp der Christenen, welke vereerd wordt in het nationale bedevaartsoord Brezje.
Apostolisch nuntius voor Slovenië is sinds 20 mei 2025 aartsbisschop Luigi Bianco, die tevens apostolisch gedelegeerde is voor Kosovo.

## Kerkprovincies en bisdommen
Sinds 2006 telt Slovenië twee metropolitane aartsbisdommen (aartsbisdom Ljubljana en aartsbisdom Maribor), elk met twee suffragane diocesen (de bisdommen Murska Sobota en Celje aan het aartsbisdom Maribor; de bisdommen Koper en Novo mesto aan het aartsbisdom Ljubljana).
1. Kerkprovincie Ljubljana:
  1. Aartsbisdom Ljubljana
  2. Bisdom Koper
  3. Bisdom Novo mesto
2. Kerkprovincie Maribor:
  1. Aartsbisdom Maribor
  2. Bisdom Celje
  3. Bisdom Murska Sobota

## Demografie
Volgens de laatste volkstelling van 2002 zijn ongeveer 1,14 miljoen van de ruim 1,96 miljoen Slovenen katholiek (58%).
| Osrednjeslovenska     | 488.364   | 244.923   | 50,2% |
| Podravska             | 310.743   | 178.921   | 57,6% |
| Savinjska             | 253.574   | 162.388   | 64,0% |
| Gorenjska             | 195.885   | 114.031   | 58,2% |
| Jugovzhodna Slovenija | 136.474   | 86.219    | 63,2% |
| Pomurska              | 120.875   | 82.845    | 68,5% |
| Goriška               | 118.511   | 70.201    | 59,2% |
| Koroška               | 73.296    | 49.237    | 67,2% |
| Obalnokraška          | 102.070   | 47.896    | 46,9% |
| Spodnjeposavska       | 68.565    | 45.640    | 66,6% |
| Notranjskokraška      | 50.243    | 31.926    | 63,5% |
| Zasavska              | 45.436    | 21.399    | 47,1% |
| Slovenië              | 1.964.036 | 1.135.626 | 57,8% |

## Financieel wanbeheer
Eind 2007 werd bekend dat het aartsbisdom Maribor op grote schaal riskante investeringen in de private sector had gedaan. Het bisdom vroeg daarom bij het Instituut voor Religieuze Werken tweemaal een lening aan van vijf miljoen euro. Op verzoek van de apostolische nuntius in Slovenië stelde het Vaticaan vervolgens een financieel onderzoek in teneinde opheldering te verschaffen in de ontstane situatie. In januari 2008 verkocht het aartsbisdom zijn meerderheidsaandeel in het telecombedrijf T-2, omdat een televisiezender van T-2 pornografische programma's uitzond. In 2011 werd bekend dat de investeringsmaatschappijen Zvon Ena Holding en Zvon Dva Holding, waar het aartsbisdom een meerderheidsaandeel in had, insolvent waren. Zvon Ena bezat 6% van de aandelen van Adria Airways. De abominabele financiële situatie van het aartsbisdom Maribor had tot gevolg dat op 31 juli 2013 de aartsbisschoppen van Maribor en Ljubljana besloten hun ambt neer te leggen. Hierdoor werd een mogelijkheid tot hervorming van de Sloveense katholieke kerk gecreëerd. In totaal leed de kerk een verlies van zo'n 1,7 miljard euro.
Celje · 
Koper · 
Ljubljana · 
Maribor · 
Murska Sobota · 
Novo mesto
Albanië · Andorra · Armenië · Azerbeidzjan · België · Bosnië en Herzegovina · Bulgarije · Cyprus · Denemarken · Duitsland · Estland · Finland · Frankrijk · Georgië · Griekenland · Groot-Brittannië · Hongarije · IJsland · Ierland · Italië · Kazachstan · Kroatië · Letland · Liechtenstein · Litouwen · Luxemburg · Malta · Moldavië · Monaco · Montenegro · Nederland · Noord-Macedonië · Noorwegen · Oekraïne · Oostenrijk · Polen · Portugal · Roemenië · Rusland · San Marino · Servië · Slovenië · Slowakije · Spanje · Tsjechië · Turkije · Vaticaanstad · Wit-Rusland · Zweden · Zwitserland